# Човекът, който не беше там
„Човекът, който не беше там“ (на английски: The Man Who Wasn't There) е американско-британски филм – криминална драма – от 2001 година на режисьорите братя Коен по техен сценарий.
В центъра на сюжета е провинциален бръснар, който по стечение на обстоятелствата се замесва в поредица все по-тежки престъпления и в крайна сметка е екзекутиран за убийство, което не е извършил. Главните роли се изпълняват от Били Боб Торнтън, Франсис Макдорманд, Майкъл Бадалуко, Ричард Дженкинс, Скарлет Йохансон.
„Човекът, който не беше там“ печели наградата за режисура на Кинофестивала в Кан, където е номиниран за „Златна палма“, както и наградата БАФТА за операторска работа. Номиниран е за „Оскар“ за операторска работа и за „Златен глобус“ за драматичен филм, за актьор в драматичен филм и за сценарий.